# (37157) 2000 VD61
2000 في دي 61 (ويعرف أيضًا باسم (37157) 2000 في دي 61 وفق تسمية الكوكب الصغير) (بالإنجليزية: 2000 VD61)‏ هو كويكب ضمن حزام الكويكبات؛ وترتيبه 37157 من حيث الاكتشاف.
اكتُشف هذا الجُرم الفلكي بواسطة بحث لنكولن عن الكويكبات القريبة من الأرض في 2 نوفمبر 2000.

## وصلات خارجية
- (37157) 2000 VD61 في قاعدة بيانات مختبر الدفع النفاث لأجرام النظام الشمسي الصغيرة

- الاكتشاف · مخطط المدار ·  العناصر المدارية · المعلمات المادية

- (37157) 2000 VD61 على موقع ويكي سكاي: DSS2, SDSS, GALEX, IRAS, Hydrogen α, X-Ray, Astrophoto, Sky Map, Articles and images